# Casearia moaensis
Casearia moaensis är en videväxtart som beskrevs av Marie-vict.. Casearia moaensis ingår i släktet Casearia och familjen videväxter. Inga underarter finns listade i Catalogue of Life.